# Danz op de Deel
Danz op de Deel (auch Dans op de deel) ist ein plattdeutscher Name für das Tanzen oder Feiern zusammen mit vielen anderen Leuten, z. B. auf einer Feier mit Musik. In der hochdeutschen Sprache kennt man diesen Ausdruck eigentlich nicht, aber viele hochdeutsch Sprechende kennen den Ausdruck aus Liedern:
Im von Lorenz Westphal und Sven Jenssen geschriebenen Lied „Dans op de Deel“, welches der Shantychor Passat-Chor mit Sänger Jenssen 1979 veröffentlichte bzw. neuem Text von Carla Lodders aus demselben Jahr heißt es im Refrain: „Dann is dans op de deel, dans op de deel, immer noch eenmaal, dweer so övern Saal“ („Dann ist Tanz auf der Diele, Tanz auf der Diele, immer noch einmal, quer durch den Saal.“)
Außerdem kommt der Ausdruck im Lied „Nordisch by Nature“ der deutschen Hip-Hop-Gruppe Fettes Brot vor. Im Liedtext heißt es: Bi uns heet dat nich „Disco“ sondern „Dans op de Deel“. ("Bei uns heißt das nicht "Disco", sondern "Dans op de Deel".)
Yared Dibaba veröffentlichte im November 2020 ein Funk-Lied auf Plattdeutsch namens Dänz op de Deel.